# Mikel Merino
Mikel Merino Zazón (pronunție în spaniolă [ˈmikel meˈɾino]; n. 22 iunie 1996, Pamplona, Navarra, Spania) este un fotbalist spaniol, care joacă pe post de mijlocaș defensiv la Arsenal în Premier League. Pe plan internațional, are prezențe la națională pentru Spania U-21, Spania U-19⁠(d), Spania U23⁠(d) și Spania.
După ce a început la Osasuna, a continuat să joace pentru Borussia Dortmund, Newcastle United și Real Sociedad.
Merino a reprezentat Spania la două Campionate Europene sub 21 de ani, câștigând ediția din 2019. A debutat cu naționala de seniori în 2020.

## Cariera la cluburile de fotbal

### Osasuna
Născut la Pamplona, Navarra, Merino și-a început cariera cu CD Amigó, apoi s-a mutat la CA Osasuna. Și-a făcut debutul la seniori cu rezervele în sezonul 2013-14, în Tercera División.
Pe 23 august 2014, Merino a făcut prima sa apariție competitivă cu prima echipă, începând cu o victorie cu 2-0 pe teren propriu împotriva lui FC Barcelona B în Segunda División. A marcat primul său gol ca profesionist pe 21 decembrie, într-o victorie cu 2-1 în deplasare împotriva lui UD Las Palmas.
Merino a fost promovat definitiv în lotul principal pe 31 ianuarie 2015, primind tricoul cu numărul 8. A fost titular obișnuit în primul său an, ajutându-i să evite retrogradarea.
În sezonul 2015-2016, Merino a marcat patru goluri în 34 de apariții, Osasuna a terminat pe locul șase și a ajuns în play-off-ul pentru promovare. În prima etapă a acelei etape, a marcat două goluri într-o victorie cu 3–1 acasă împotriva lui Gimnàstic de Tarragona  și a reușit un alt gol în manșa secundă (victorie 3–2).

### Borussia Dortmund
La 15 februarie 2016, Merino a semnat un contract de cinci ani cu Borussia Dortmund, care a intrat în vigoare la 1 iulie. Prima sa apariție în Bundesliga a avut loc pe 14 octombrie, când a jucat toate cele 90 de minute într-o remiză 1-1 acasă cu Hertha BSC.

### Newcastle United
În iulie 2017, Merino s-a alăturat lui Newcastle United împrumutat pe un sezon; clubul din Premier League a fost de acord cu o clauză care îi obligă să semneze definitiv jucătorul, pe baza unui număr de apariții. La 13 octombrie, acest lucru a fost invocat și a fost de acord cu un contract pe cinci ani.
Merino a reușit 25 de apariții competitive pentru Magpies, marcând o singură dată, o lovitură de cap care avea să fie singurul gol împotriva lui Crystal Palace pe St James' Park pe 21 octombrie 2017. A oferit o singură pasă de gol.

### Real Sociedad
Merino s-a întors în Spania pe 12 iulie 2018, semnând un contract de cinci ani cu Real Sociedad pentru o sumă nedezvăluită , raportată a fi de 12 milioane de euro. Primul său meci din La Liga a avut loc pe 18 august, când a jucat 59 de minute într-o victorie cu 2-1 împotriva gazdelor Villarreal CF  iar primul său gol pe 21 septembrie într-o victorie impotriva lui SD Huesca. În ciuda eforturilor inițiale depuse pentru a se adapta la noua sa echipă, înfruntându-se și cu unele probleme de accidentare, a devenit în cele din urmă titular obișnuit, marcând de patru ori în 32 de meciuri în primul său sezon.
Pe 7 martie 2020, Merino a purtat banderola de căpitan pentru prima dată într-o înfrângere în campionat cu 1-0 în deplasare cu FC Barcelona. În iulie, și-a reînnoit contractul până în 2025.
Pe 3 aprilie 2021, Merino a câștigat primul său titlu după ce a jucat cele 90 de minute ale finalei Copa del Rey 2020 – amânată din cauza pandemiei de COVID-19 – împotriva lui Athletic Bilbao, asistându-l pe Portu, care a fost doborât în careu; Mikel Oyarzabal a transformat lovitura de la unsprezece metri pentru singurul gol pe Estadio de La Cartuja, iar Merino a fost ales Jucătorul meciului.
În sezonul 2023-2024, Merino a câștigat cele mai multe dueluri pentru posesie în ligile de top ale Europei, la 326.

### Arsenal
Merino s-a întors în Premier League pe 27 august 2024, semnând un contract pe termen lung cu Arsenal.

## Cariera internațională
Merino a făcut parte din echipa Spaniei sub 19 ani, care a câștigat Campionatul European UEFA 2015 din Grecia. A marcat primul lor gol al turneului, deschizând o victorie cu 3-0 în fața deținătoarei Germania la AEL FC Arena din Larissa.
La 20 august 2020, Merino a primit prima convocare la echipa de seniori, pentru primele două meciuri din UEFA Nations League 2020–21 împotriva Germaniei și Ucrainei , obținând primele minute împotriva primei pe 3 septembrie prin înlocuirea lui Sergio Busquets la începutul celei de-a doua reprize a unui egal 1–1. A marcat primul său gol pe 12 septembrie 2023, al doilea într-o eventuală înfrângere cu 6-0 a Ciprului în preliminariile pentru UEFA Euro 2024, organizate la Granada.

## Palmares
Real Sociedad
- Copa del Rey: 2019–20 [28][36]

Spania U19
- Campionatul European UEFA sub 19 ani: 2015 [37]

Spania U21
- Campionatul European UEFA Under-21: 2019;[38] locul secund: 2017 [39]

Participare la Jocurile Olimpice su Spania
- Medalia de argint la Jocurile Olimpice de vară: 2020 [40]

Spania
- UEFA Nations League: 2022–23 ;[41] locul secund: 2020–21 [42]

Individual
- Jucătorul lunii din Segunda División: iunie 2016 [43]
- Echipa sezonului La Liga: 2022–23 [44]